# Els Veder-Smit
Elizabeth (Els) Veder-Smit (Kinderdijk, 29 augustus 1921 – Den Haag, 26 augustus 2020) was een Nederlandse politica. Ze was onder meer lid van de Eerste Kamer en Tweede Kamer en was in het kabinet-Van Agt I staatssecretaris van Volksgezondheid en Milieuhygiëne. Veder-Smit was lid van de Volkspartij voor Vrijheid en Democratie (VVD). Ze was een volksgezondheidsdeskundige, die op dit terrein veel gezag had in het parlement.

## Biografie
In 1965 was ze VN vrouwenvertegenwoordiger en ging ze naar de Algemene Vergadering van de Verenigde Naties om daar een speech te geven. In 1967 werd ze Tweede Kamerlid voor de VVD en in de jaren 70 was zij als mede-initiatiefneemster betrokken bij een poging om tot liberale regeling voor zwangerschapsafbreking te komen. Veder-Smit was staatssecretaris in het kabinet-Van Agt I. Zij bracht in die functie onder meer de Wet tarieven gezondheidszorg en een nieuwe wet inzake de verloskundigen tot stand. Vanaf 1981 was ze Eerste Kamerlid. In die Kamer hield zij zich tevens bezig met ontwikkelingssamenwerking. Ze was voor zij in de landelijke politiek kwam ook actief op lokaal niveau. Veder-Smit werd benoemd tot erelid van de VVD.
Politicus voor de VVD en volksgezondheidsdeskundige.
- van 1960 tot 1963 lid van het VVD hoofdbestuur
- van 6 juli 1954 tot 3 juli 1962 lid Provinciale Staten van Utrecht,
- van 1957 tot 4 september 1962 lid gemeenteraad van Zeist,
- van 2 september 1958 tot 4 september 1962 wethouder van Zeist,
- van 4 september 1962 tot 6 september 1966 lid gemeenteraad van Leeuwarden,
- van 23 februari 1967 tot 2 januari 1978 lid van de VVD Tweede kamerfractie,
- van 3 februari 1978 tot 11 september 1981 staatssecretaris van Volksgezondheid en Milieuhygiëne,
- van 25 augustus 1981 tot 11 juni 1991 lid van de VVD Eerste Kamerfractie,
- benoemd tot Erelid van de VVD op 15 mei 1998

Ze vervulde vele functies in organisaties op het gebied van de gezondheidszorg en werd in 1990 erevoorzitter van de Nationale Kruisvereniging.

## Privéleven
Smit was de dochter van ir. Jan Cornelis Leonardus Smit, heer van Nieuw-Lekkerland, en Paulina Jeannette Smit, beiden lid van het redersgeslacht Smit. Zij trouwde in 1947 met de latere rechter mr. Cornelis Jan Veder (1910-1987), lid van het Rotterdamse redergeslacht Veder. Het huwelijk bleef kinderloos.
Els Veder-Smit overleed in 2020 na een periode van afnemende gezondheid drie dagen voor haar 99e verjaardag.